# Houeillès
Houeillès is een gemeente in het Franse departement Lot-et-Garonne (regio Nouvelle-Aquitaine) en telt 643 inwoners (1999). De plaats maakt deel uit van het arrondissement Nérac.

## Geografie
De oppervlakte van Houeillès bedraagt 70,4 km², de bevolkingsdichtheid is 9,1 inwoners per km².
De onderstaande kaart toont de ligging van Houeillès met de belangrijkste infrastructuur en aangrenzende gemeenten.

## Demografie
Onderstaande figuur toont het verloop van het inwonertal (bron: INSEE-tellingen).